# Масований ракетний обстріл України 28 листопада 2024
28 листопада 2024 року під час російського вторгнення в Україну українська критична інфраструктура зазнала чергового масованого обстрілу зі сторони ВПС РФ ракетами Х-101, X-59/69, «Калібр» та ірано-російськими ударними дронами типу Shahed-136 «Герань-2» та «Гербера».
В результаті роботи сил ППО ЗСУ було успішно уражено 76 з 91 крилатої ракети, три керовані авіаційні ракети та 53 БпЛА. В результаті обстрілу загиблих не було, на Одещині було поранено 16-річного хлопця та 90-річну жінку. Руйнування зафіксовані в 9 областях.

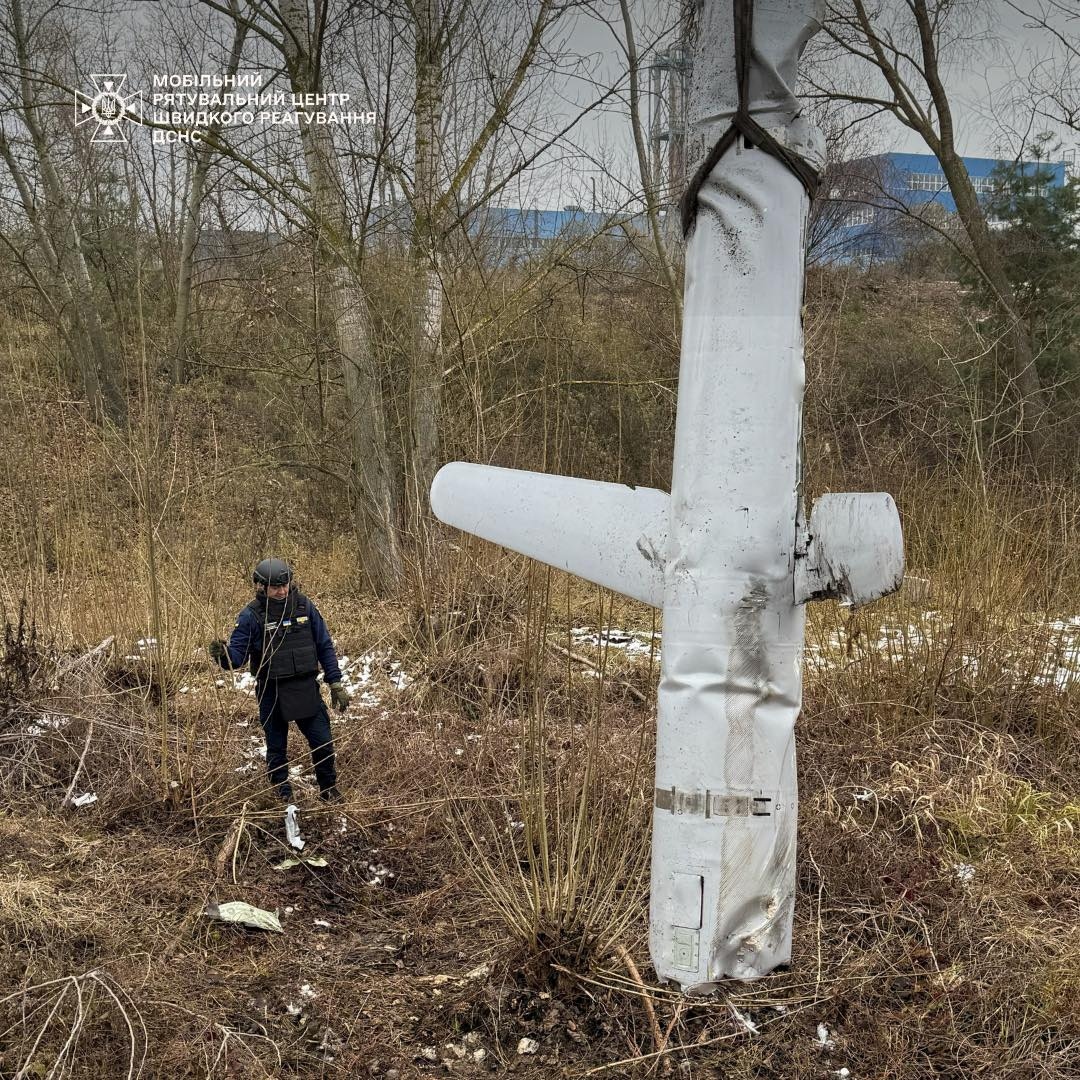
Знайдена після масованого обстрілу 28 листопада в лісі на Київщині крилата ракета Х-101